# Stolnica v Catanii
Stolnica v Catanii (italijansko Duomo di Catania, Cattedrale di Sant'Agata), posvečena sveti Agati, je rimskokatoliška stolnica v Catanii na Siciliji v južni Italiji. Bil je sedež katanskih škofov do leta 1859, ko je bila škofija povišana v nadškofijo, od takrat pa sedež katanskih nadškofov.

## Zgodovina
Stolnica je bila večkrat uničena in obnovljena zaradi potresov in izbruhov bližnje gore Etna. Prvotno je bila zgrajena v letih 1078–1093 na ruševinah antičnih rimskih Ahilskih term, po ukazu Rogerja I., ki je mesto osvojil od Sicilskega emirata na Siciliji. Takrat je imela videz utrjene cerkve (ecclesia munita).
Leta 1169 ga je potres skoraj v celoti uničil, nedotaknjeno pa je ostalo le območje apside. Dodatno škodo je povzročil požar leta 1169, vendar je bil najbolj katastrofalen potres leta 1693, ki ga je spet pustil večinoma v ruševinah. Kasneje je bila obnovljena v baročnem slogu.
Danes so sledi prvotne normanske zgradbe v delu transepta, dva stolpa in tri polkrožne apside, sestavljene iz velikih kamnov iz lave, večina jih je bila obnovljenih iz cesarskih rimskih zgradb.

## Zunanjost
Trenutni videz stolnice izhaja iz dela Giana Battiste Vaccarinija iz leta 1711, ki je po potresu leta 1693 zasnoval novo baročno fasado. Ima tri ravni z korintskimi stebri v granitu, ki so jih morda vzeli iz rimskega gledališča v mestu. Vse ravni so okrašene z marmornatimi kipi; sveta Agata nad vrati, sveti Evplij na desni in sveti Biril na levi. Na glavnih vratih iz lesa je 32 izklesanih plošč z epizodami življenja in mučeništva svete Agate, papeževimi grbi in simboli krščanstva.
Kupola je iz leta 1802. Zvonik je bil prvotno postavljen leta 1387, z višino približno 70 metrov. Leta 1662 je bila dodana ura, struktura je dosegla 90 metrov. Po uničenju leta 1693 je bil obnovljen z dodatkom 7,5 t zvona, tretjega največjega v Italiji za tistim v baziliki svetega Petra in Milanski stolnici.
Do parvisa se dostopa skozi marmornato balustrado okrašeno z 10 bronastimi kipi svetnikov, ki doseže vrhunec v ograji iz kovanega železa. Prostor je od stolničnega trga ločen z ograjo iz belega kamna s petimi velikimi kipi svetnikov iz carrarskega marmorja.

## Notranjost
Stolnica ima tloris latinskega križa z glavno in dvema stranskima ladjama. V južni stranski ladji sta krstilnica in na prvem oltarju platno svete Febronije iz Nisibisa, delo Borremansa, ki je na pilastru naslonjena na grob skladatelja Vincenza Bellinija. Tudi na pilastru med to in glavno ladjo je baročni spomenik škofa Pietra Gallettija. Opazna je tudi kapela svete Agate.
Apsida sega v prvotno gradnjo iz 12. stoletja: v njej je srednjeveško okno s krogovičjem in kor poznega 16. stoletja neapeljskega umetnika Scipiona di Guida. Na koncu severnega transepta je kapela Svetega Križa, avtorja Domenica Mazzole (1577). V njem so grobnice članov aragonske veje Sicilije, vključno s kraljem Friderikom III. in Ludvikom, Janezom, vojvodom  Randazzo in Konstanco Aragonsko.
V severni stranski ladji je več slik svetnikov iz 17. stoletja, med njimi tudi Borremansova.

## Galerija
- fasada
- Fasada in niša svete Agate
- Kupola
- Normanska apsida (1094)
- Notranjost - grobnica Vincenza Bellinija
- Severnobaročno okno z latinsko kratico NOPAQVIE (Noli viondere Patriam Agathae quia ultrix injuriarum est), prevedeno kot 'Ne žali države Agate, ker je maščevalka za vsako krivico'.
- Kip sv. Jakoba spovednika blizu stolnice
- Zvonik, avtor Carmelo Sciuto Patti